# Leptataspis nigripennis
Leptataspis nigripennis är en insektsart som först beskrevs av Fabricius 1803.  Leptataspis nigripennis ingår i släktet Leptataspis och familjen spottstritar. Inga underarter finns listade i Catalogue of Life.